# Francesca Neri
Francesca Neri (Trento, Olaszország, 1964. február 10.) olasz színésznő.

## Élete és pályafutása
1986-ban tűnt fel először a képernyőn, a Fuori scena című tv-filmben. Az 1990-es Lulú című erotikus filmdrámában már főszerepet kapott. Még ugyanebben az évben láthattuk Albert Pyun rendezésében az Amerika kapitány című filmben is, mely Matt Salinger, Ronny Cox és Ned Beatty főszereplésével készült. 1995-ben Alessandro Benvenuti az Ivo, az örök gyerek főszerepére kérte fel.
Ezután kisebb-nagyobb szerepek váltották egymást, majd 2001-ben Ridley Scott Hannibal című filmjében tűnt fel. 2002-ben Arnold Schwarzenegger mellett szerepelt Az igazság nevében című akciófilmben.

## Filmográfia

### Film
| Év   | Magyar cím          | Eredeti cím                               | Szerep              | Magyar hang        |
| ---- | ------------------- | ----------------------------------------- | ------------------- | ------------------ |
| 1986 |                     | Fuori scena                               | Figlia di Elena     |                    |
| 1987 | A nagy Blek         | Il grande Blek                            | Laura               |                    |
| 1989 |                     | Bankomatt                                 | Maria               |                    |
| 1989 |                     | Buon Natale... Buon anno                  | lány a buszon       |                    |
| 1990 | Amerika kapitány    | Captain America                           | Valentina de Santis | Zsigmond Tamara    |
| 1990 | Lulú                | Las edades de Lulú                        | Lulú                |                    |
| 1991 |                     | Pensavo fosse amore invece era un calesse | Cecilia             |                    |
| 1992 |                     | Al lupo, al lupo                          | Livia Sagonà        |                    |
| 1992 |                     | La última frontera                        | Asja Lacis          |                    |
| 1992 |                     | Sabato italiano                           | Marina              |                    |
| 1992 | Az ártatlan futása  | La corsa dell'innocente                   | Marta Rienzi        |                    |
| 1993 | Lőj!                | ¡Dispara!                                 | Anna                | Nagy-Kálózy Eszter |
| 1993 |                     | Sud                                       | Lucia               |                    |
| 1995 | Ivo, az örök gyerek | Ivo il tardivo                            | Sara                |                    |
| 1996 | Kék égbolt          | Il cielo è sempre più blu                 | ismeretlen szerep   |                    |
| 1996 |                     | La mia generazione                        | Giulia              |                    |
| 1997 | Eleven hús          | Carne trémula                             | Elena Benedetti     | Timkó Eszter       |
| 1997 | Erős kezek          | Le mani forti                             | Claudia Martinelli  |                    |
| 1999 |                     | Matrimoni                                 | Giulia              |                    |
| 2000 | Szeretem Andreát    | Io amo Andrea                             | Andrea              |                    |
| 2000 |                     | Il dolce rumore della vita                | Sofia               |                    |
| 2001 | Hannibal            | Hannibal                                  | Allegra Pazzi       | Kéri Kitty         |
| 2001 | Hannibal            | Hannibal                                  | Allegra Pazzi       | Kisfalvi Krisztina |
| 2002 | Az igazság nevében  | Collateral Damage                         | Selena Perrini      | Bognár Gyöngyvér   |
| 2002 | Ginostra            | Ginostra                                  | Helena Gigli        | Bognár Anna        |
| 2003 |                     | La felicità non costa niente              | Sara                |                    |
| 2003 |                     | Per sempre                                | Sara                |                    |
| 2004 |                     | Il siero della vanità                     | Sonia Norton        |                    |
| 2007 | Kerítő nővérek      | La cena per farli conoscere               | Alma Kero           |                    |
| 2008 | Giovanna apja       | Il papà di Giovanna                       | Delia Casali        |                    |
| 2010 | Örök fiatalság      | Una sconfinata giovinezza                 | Francesca           |                    |
| 2013 |                     | Una famiglia perfetta                     | Alicia              |                    |
| 2014 |                     | Il ricco, il povero e il maggiordomo      | Assia               |                    |
| 2015 |                     | La nostra quarantena                      | Maria Mercadante    |                    |
| 2015 |                     | Senza fiato                               | Luciana             |                    |
| 2016 |                     | The Habit of Beauty                       | Elena               |                    |

### Televízió
| Év   | Cím                                     | Szerep              | Megjegyzések       |
| ---- | --------------------------------------- | ------------------- | ------------------ |
| 1988 | Una donna spezzata                      | Nicoletta           | tévéfilm           |
| 1990 | Stelle in fiamme                        | ismeretlen szerep   | televíziós sorozat |
| 1991 | A hegy védangyala (La stella del parco) | ismeretlen szerep   | televíziós sorozat |
| 2005 | La signora delle camelie                | Marguerite Gauthier | tévéfilm           |